# Nicholas Mosley, 3. Baron Ravensdale
Nicholas Mosley, 3. Baron Ravensdale Bt MC FRSL (* 25. Juni 1923 in London; † 28. Februar 2017 ebenda) war ein britischer Peer und Schriftsteller.

## Leben und Karriere
Mosley wurde am 25. Juni 1923 als Sohn von Cynthia Blanche Curzon und des britischen Faschistenführers Sir Oswald Mosley, 6. Baronet geboren. Diana Mosley war seine Stiefmutter.
Er besuchte das Eton College und studierte dann am Balliol College der University of Oxford. Im Zweiten Weltkrieg diente er als Captain der Rifle Brigade, wurde er unter anderem in Italien eingesetzt und wurde mit dem Military Cross ausgezeichnet.
Mosley erbte 1966 den Titel des 3. Baron Ravensdale, of Ravensdale in the County of Derby, von seiner Tante Mary Irene Curzon, 2. Baroness Ravensdale. 1980 erbte er von seinem Vater zudem den Titel 7. Baronet, of Ancoats in the County of Lancashire. In späteren Jahren war er ein scharfer Kritiker seines Vaters, über den er eine zweibändige Biografie verfasste.
Mosley verlor 1999 seinen Sitz im House of Lords durch den House of Lords Act 1999. Bis zu seinem Tod im Februar 2017 lebte er in London.

## Familie
Mosley war zweimal verheiratet und hatte fünf Kinder. Da er seinen ältesten Sohn Hon. Shaun Nicholas Mosley (1949–2009) überlebte, erbte schließlich dessen ältester Sohn Daniel Mosley (* 1982) 2017 seine Adelstitel als 4. Baron Ravensdale. Max Mosley, der Präsident der Fédération Internationale de l’Automobile (FIA), war sein Halbbruder.

## Ausgewählte Romane
- Corruption (1957)
- Accident (1965) (verfilmt 1967 von Joseph Losey, mit einem Drehbuch von Harold Pinter unter dem Titel Accident – Zwischenfall in Oxford)
- Impossible Object (1968)
- Natalie Natalia (1971)
- Serpent (1981)
- Judith (1986)
- Hopeful Monsters (1990) – gewann den Whitbread Book Award
- Children of Darkness and Light (1995)
- The Hesperides Tree (2001)
- Inventing God (2003)
- Look at the Dark (2005)

Außerdem hat Mosley zwei biografische Werke über seinen Vater und die weitere Familie geschrieben:
- Rules of the Game: Sir Oswald and Lady Cynthia Mosley 1896–1933 (1982)
- Beyond the Pale: Sir Oswald Mosley and Family 1933–1980 (1983)

1994 veröffentlichte er seine Autobiografie.

## Filmdrehbuch (Auswahl)
- 1972: Das Mädchen und der Mörder (L‘assassinat de Trotsky)

## Weitere Veröffentlichungen
- Spaces of the Dark
- The Rainbearers
- Corruption
- Meeting Place
- Assassins
- Catastrophe Practice
- Imago Bird
- African Switchback
- The Life of Raymond Raynes
- Experience and Religion
- Julian Grenville (1999 wiederveröffentlicht von Persephone Books)